# MÁV Cmot 225
A ČSD M 130,3 sorozat egy kéttengelyes dízelmotorkocsi volt a helyi forgalom számára az egykori Csehszlovák Államvasutaknál (ČSD). A motorkocsi a ČSD M 130,2 sorozat továbbfejlesztett változata volt. 1938-ban a sorozatból egy db MÁV állományba került, ahol a Cmot 225 pályaszámmal üzemelt.

## Kifejlesztése
A Tatra Kopřivnice 1933 és 1937 között 3 gyártási sorozatban összesen 30 kéttengelyes motorkocsit gyártott a sorozatból. A kocsik egy motorral készültek, teljes hosszuk 10610 mm volt. Ezzel a sorozattal folytatódott a Tátra sikeres motorkocsi fejlesztése. Az alapalak és a külső megjelenése a motorkocsinak a Tátra által korábban gyártott  M 120,3,  M 120,4 és M 130,2 motorkocsikéval azonos. E motorkocsik üzembeállításával a ČSD mellékvonalain megvalósult a teljes motorkocsiüzem.

## Technikai adatok
A motorkocsi erőforrása egy 6 hengeres, négyütemű, 120 LE teljesítményű Tatra dízelmotor volt. Ezt a motorteljesítményt a későbbiekben 125 LE-re növelték és változtattak ezen kívül még néhány további méreten is: tengelytávolság, tömeg, férőhely stb.
A mechanikus erőátviteli rendszer a Tatra bevált bolygókerekes hajtóműve volt. A műszaki adatok megegyeztek az első sorozatéval.
A kocsi további részei, mint pl. fűtés, utastér, fékek szintén a korábbi típusoknál alkalmazottak voltak.

## Üzemük
A motorkocsik száma a többi tornyosmotorkocsival csaknem a felét tette ki a ČSD helyi vonalain a motorizált vasúti kocsiknak. Eredetileg sötét szürkészöldre voltak festve az ablakok között, illetve felette borsózöldre fényezve. Később vasútbiztonsági szakértők véleménye alapján a sűrűsödő vasúti átjárók és növekvő autóforgalomra tekintettel sötétvörösre változtatták. 1938 után a DRG átszámozta és átfestette őket a saját szabványszínezése szerint.
A motorkocsik jól beváltak és az 1950-es évek közepéig üzemeltek a helyi vonalakon, amikor az új M 131.1 sorozatú járművek leváltották őket.
Az M 130.323-asnak külön története van. 1938-ban több M 130.2 sorozatú járművel együtt átadták a MÁV-nak és ott a Budapesti Helyi Érdekű Vasút Rt. (BHÉV) vonalain üzemelt. A fotó a jármű átadása, 1938 körül készült. A bejárati ajtón lévő tábla megerősíti ezt. 1951-ben selejtezték, majd 1954-ben átépítették mellékkocsinak (a toronnyal együtt!). Több évig üzemelt így. 1967 szerepel a selejtezés éveként.
Egyetlen példányt sem őriztek meg a sorozatból.

## Fordítás
Ez a szócikk részben vagy egészben  a(z)   ČSD-Baureihe M 130.3 című német Wikipédia-szócikk fordításán alapul.  Az eredeti cikk szerkesztőit annak laptörténete sorolja fel. Ez a jelzés csupán a megfogalmazás eredetét és a szerzői jogokat jelzi, nem szolgál a cikkben szereplő információk forrásmegjelöléseként.